# Наблусский собор
Наблусский собор (фр. concile de Naplouse) — церковный собор, созванный 16 января 1120 года иерусалимским королём Балдуином II в захваченном крестоносцами городе Наблус с целью упрочения социально-религиозной организации переднеазиатских земель, подчинившихся крестоносцам в ходе крестовых походов.
В собрании участвовали западные бароны, прелаты, а также сам король. На нём были приняты двадцать пять статей, лёгшие в основу так называемых Иерусалимских Ассизов. Основной целью собора, таким образом, было установить и разграничить взаимные обязательства короля и его рыцарей, опьянённых победами христиан на святой земле и часто занимавшихся уже неприкрытым грабежом, насилием, провокаторством и т. п. Данный церковный собор также признал стихийно возникшее братство «Нищие рыцари» в качестве одного из рыцарских орденов святой земли. Сам король отдал в их ведение здание мечети Аль-Акса, возведённой арабами в 693—705 годах на руинах византийского христианского храма, располагавшегося на территории, которую занимал также и древний Иерусалимский Храм. Поскольку основным рабочим языком собора был старофранцузский, новый орден рыцарей получил название тамплиеры (от фр. «temple» — храм), то есть занявшие храм. В качестве уступки своим вассальным рыцарям, король отказался от сбора церковной десятины с целью привлечения новых рыцарей в Левант. Ранее церковная десятина взимались с земельных хозяйств, пастбищ, а также и с награбленной в ходе походов добычи (так называемая рыцарская десятина, которую собрать и оценить по известной причине было сложнее всего).
Особое внимание ставшая официальной в Палестине римско-католическая церковь уделила попыткам обуздать распустившиеся нравы крестоносцев, которые начали активное знакомство с различными аспектами сексуальности восточных стран, отличных от германских сексуальных норм, получивших распространение в Западной Европе после падения Римской империи. Церковный совет в Наблусе впервые в истории католической церкви принял закон, определивший содомию как «преступление против человеческого естества».